# Alpinia kusshakuensis
Alpinia kusshakuensis är en enhjärtbladig växtart som beskrevs av Bunzo Hayata. Alpinia kusshakuensis ingår i släktet Alpinia och familjen Zingiberaceae. Inga underarter finns listade i Catalogue of Life.